# Катарина Сијенска
Света Катарина Сијенска (Сијена, Италија, 25. марта 1347. - Рим, 29. априла 1380) доминиканска сестра. Родитељи су јој били Ђакомо Бенинкаса, бојадисар одеће, а мајка се звала Лапа.

## Биографија
Катарину је још као мало дете необично, привлачила црква и све што се у њој збива. Већ са шест година живота имала своје прво виђење. Кад је Катарини било петнаест година задесила ју је врло велика бол. Умрла јој је најдража сестра Бонавентура. То ју је толико потресло, да је одлучила прекинути са светом те се придружити доминиканским трећоредицама, којих је у Сијени било стотинак. Мајка Лапа се томе врло противила јер јој је већ била нашла вереника. Катарина је била врло одлучна девојка па је своју одлуку о избору звања спровела у дело. У деветнаестој години живота, Катарина је у мистичном заносу доживела своју веридбу с Христом поставши тако Његова заручница. У једном јој је виђењу Исус наложио да се посвети апостолату. Десет последњих година живота провешће на путовањима. Борила се за политику помирења међу градовима, покрајинама и државама те за обнову у Цркви. Године 1374. харала је по Италији куга и Катарина се даде на дворбу јадних болесника. Многима је својом молитвом вратила натраг жељено здравље, а њен је храбри пример подстакао и друге да помажу болесницима. Она је свима уливала поуздање.
Налазећи се 1. априла 1375. у цркви св. Катарине у Пизи, а примивши свету причест, задоби пет рана на рукама, ногама и прсима.
Катарина је 18. јуна 1376. с двадесеторицом својих следбеника пошла у Авињон к папи Гргуру XI да га морално присили на повратак у Рим. Већ пре сусрета с њиме послала му је неколико врло енергичних писама у којима вапи за духовном обновом Цркве и за повратком папе у седиште његове бискупије. Катарина се с папом састала тек у септембру 1376. Папа ју је послушао и вратио се у Рим и тако се докончало седамдесетогодишње авињонско ропство папа. Била је саветница папама Гргуру XI и Урбану VI.
Катарина је у свом родном граду основала манастир 1377. у којем је ретко боравила, јер је готово стално била на путовању. Кратко пред смрт доживела још једну велику бол: то је западни раскол, који ће потрајати 40 година. То ће је сломити и она 29. априла 1380. умире у Риму. Последње су јој речи били зазиви Христовој крви: "Sangue, sangue!"- Крв, крв!
Папа Павле VI прогласио ју је 1970. године научитељицом Цркве, а папа Јован Павле II 1999. године заштитницом Европе. Слави се 29. априла.

## Галерија
- Црква Свете Катарине у Сијени
- Црква Свете Катарине у Сијени
- Катарина Сијенска, непознат аутор, музеј у Варшави
- Франческо Бризи
- Libro della divina dottrina, c. 1475